# ジェイ・アールはこだて開発
ジェイ・アールはこだて開発株式会社（ジェイ・アールはこだてかいはつ）は、かつて北海道函館市に存在したJR北海道のグループ会社である。旧国鉄の分割・民営化に先んじ、青函船舶鉄道管理局管内にあった物資部が移行したものである。
2014年10月に北海道キヨスクに吸収合併され、法人格が消滅した。

## 業務内容
- JR北海道函館支社管内の駅業務受託
  - 桔梗駅（桔梗営業所）
  - 大沼公園駅（大沼公園営業所）
- 施設運営
  - 函館駅「ピアポ」
  - 温泉施設 - 流山温泉
  - 宿泊施設 - クロフォード・イン・大沼
- 売店営業
  - 大沼公園駅売店
- 駅弁製造
  - 函館駅弁（函館駅で販売、日本食堂函館営業所→旧・にっしょく北海道函館営業所から引継ぎ）
  - みかど函館営業所より営業譲受した際に、ブランド名を「漁り火」から「函館みかど」と変更している。

## 沿革
- 1986年（昭和61年）12月24日 - 設立。当初の会社名は「はこだて開発株式会社」。
- 1987年（昭和62年）4月1日 - 営業を開始。
- 2003年（平成15年）6月21日 - 函館駅新駅舎「ピアポ」オープン。
- 2005年（平成17年）7月1日 - 社名を「はこだて開発」から変更。
- 2007年（平成19年）10月1日 - 「北海道企画開発」の解散に伴い、JR北海道の大沼関係事業（流山温泉及びクロフォード・イン・大沼）の運営を受託。
- 2012年（平成24年）1月15日 - みかど株式会社函館営業所の廃業に伴い、同社の駅弁事業を譲受。
- 2014年（平成26年）10月1日 - 北海道キヨスクに吸収合併、法人格消滅[1]。